# Jena Selle
Pour les articles homonymes, voir Selle.
Jena Selle, parfois Jena Pham-Selle, est une militante française pour les droits des personnes homosexuelles et trans.
Active depuis les années 2000, elle milite notamment à Act Up-Paris, puis à SOS homophobie lors des débats sur la PMA pour les lesbiennes. Elle en est membre du bureau national en 2019, avant se concentrer sur l'associatif trans. Elle fonde le podcast Nos voix trans et participe à l'Espace Santé Trans. En 2020, elle rejoint La France insoumise, dont elle est candidate en région parisienne.

## Biographie
Jena Selle naît dans une famille de réfugiés vietnamiens à la fin des années 1970. Entre 1998 et 2000, elle est libraire à Nogent-sur-Marne.

### Militantisme LGBTI
Jena Selle commence de militer dans l'associatif LGBTI au début des années 2000 à Homosexualités et socialisme, association proche du Parti socialiste. En 2012, elle rejoint Act Up-Paris, dont elle devient chargée de communication. Elle entame dans le même temps sa transition,. Après le droit au mariage homosexuel obtenu, elle fait une pause militante.
En 2018, elle adhère à SOS homophobie, avec l'objectif de militer pour obtenir la PMA pour les lesbiennes, dont elle espère pouvoir profiter. Devenue membre du bureau national de  l'association, elle y fait le constat que la question mobilise moins que le mariage pour tous, et davantage encore pour la problématique de l'accessibilité de la PMA aux hommes et aux femmes trans, qui seront finalement absents de la loi. Alors, vers 2019, elle quitte SOS Homophobie,. Elle est également critique du fait d'être une des seules femmes de l'association, et la seule femme trans : « Je passais plus de temps à les éduquer [les hommes] qu'à lutter pour l’égalité des droits. Ce n'était plus possible. » Elle décide alors de ne militer plus qu'avec des personnes trans. De son initiative personnelle, elle tente de prendre contact avec des parlementaires pour échanger sur la loi.
En 2020, Jena Selle fonde avec Niléane Dorffer le podcast Un podcast trans, suivi de Nos voix trans l'année d'après. Dans celui-ci, elle invite à chaque épisode une personnalité trans à raconter sa vie, sa transition, son expérience personnelle. Jena Selle rejoint l'Espace Santé Trans (EST), la principale association d'autosupport trans en Île-de-France, au sein de laquelle elle accompagne des personnes en début de transition. Consultante « en transidentité », elle intervient dans les médias et dans des conférences,.

### Engagement politique
À l'occasion des élections municipales de 2020, Jena Selle rejoint le parti politique de gauche radicale La France insoumise. Elle est candidate sur la liste du 19e arrondissement parisien, en septième position. La liste n'obtient aucun élu. L'année suivante, elle figure en septième position, éligible, aux élections régionales à Paris. Elle souhaite porter notamment les questions de santé et de transports. Elle ne figure toutefois pas sur la liste fusionnée au second tour.

### Activités artistiques
Artiste, elle crée des performances scéniques où elle partage des textes. Elle réalise aussi des créations originales en briques Lego, sur la base de reproductions architecturales.